# وزارة ممدوح سالم الثانية
وزارة ممدوح سالم الثانية هي الوزارة السابعة والتسعون في تاريخ مصر وتشكلت في 19 مارس 1976.:93:94

## أعضاء الحكومة
| الوزارة                                                                                | الوزير                    |
| -------------------------------------------------------------------------------------- | ------------------------- |
| رئيس مجلس الوزراء                                                                      | ممدوح سالم                |
| نائب رئيس مجلس الوزراء للتنمية الاجتماعية والخدمات، ورئيساً للجنة الوزارية للحكم المحلي | محمد حافظ غانم            |
| نائب رئيس مجلس الوزراء ووزير الخارجية                                                  | إسماعيل فهمي              |
| نائب رئيس مجلس الوزراء ووزيراً للحربية والإنتاج الحربي                                  | محمد عبد الغني الجمسي     |
| نائب رئيس مجلس الوزراء للإنتاج ووزيراً للكهرباء والطاقة                                 | أحمد سلطان                |
| الداخلية                                                                               | السيد حسين فهمي           |
| المالية                                                                                | أحمد أحمد أبو إسماعيل     |
| القوى العاملة والتدريب المهني                                                          | عبد اللطيف بلطية          |
| السياحة والطيران                                                                       | إبراهيم نجيب              |
| الشئون الاجتماعية والتأمينات                                                           | عائشة راتب                |
| الصحة                                                                                  | أحمد فؤاد محيي الدين      |
| البترول                                                                                | أحمد عز الدين هلال        |
| النقل والمواصلات                                                                       | عبد الفتاح عبد الله محمود |
| الإسكان والتعمير                                                                       | عثمان أحمد عثمان          |
| التعليم                                                                                | مصطفى كمال حلمي           |
| العدل                                                                                  | عادل يونس                 |
| النقل البحري                                                                           | محمود عبد الرحمن فهمي     |
| التجارة والتموين                                                                       | زكريا توفيق عبد الفتاح    |
| الزراعة والري                                                                          | عبد العظيم أبو العطا      |
| الصناعة والثروة المعدنية                                                               | عيسى عبد الحميد شاهين     |
| البحث العلمي والطاقة الذرية                                                            | محمد عبد المعبود الجبيلي  |
| الاقتصاد والدولة للتعاون الاقتصادي                                                     | محمد زكي شافعي            |
| الأوقاف وشئون الأزهر                                                                   | محمد السيد حسين الذهبي    |
| الإعلام والثقافة                                                                       | جمال العطيفي              |
| التخطيط                                                                                | محمد محمود الإمام         |
| الدولة للإنتاج الحربي                                                                  | جمال الدين صدقي           |
| الدولة للعلاقات الخارجية                                                               | محمد محمود رياض           |
| الدولة لشئون مجلس الشعب                                                                | ألبرت برسوم سلامة         |
| الدولة للإسكان والتعمير                                                                | حسن بهجت محمد حسنين       |
| الدولة للزراعة وشئون السودان                                                           | عبد العزيز حسين           |
| الدولة للحكم المحلي والتنظيمات الشعبية والسياسية                                       | محمد حامد محمود           |
| الدولة لشئون مجلس الوزراء والمتابعة والرقابة والتنمية الإدارية                         | أحمد فؤاد شريف            |

## تعديلات
- في 25 أبريل 1976 توفي عادل يونس وزير العدل.
- في 3 مايو 1976 صدر قرار بتعيين أحمد سميح طلعت وزيراً للعدل.
- في 6 أغسطس 1976 توفي أحمد فؤاد الشريف وزير الدولة.
- في 28 أغسطس 1976 صدر قرار بتولي ألبرت برسوم سلامة وزير الدولة لشئون مجلس الشعب أعمال وزير الدولة لشئون مجلس الوزراء والمتابعة والرقابة.